# Album al numero uno della classifica FIMI nel 2006
La presente lista elenca gli album che hanno raggiunto la prima posizione nella classifica settimanale italiana Artisti, stilata durante il 2006 dalla Federazione Industria Musicale Italiana, in collaborazione con Nielsen.

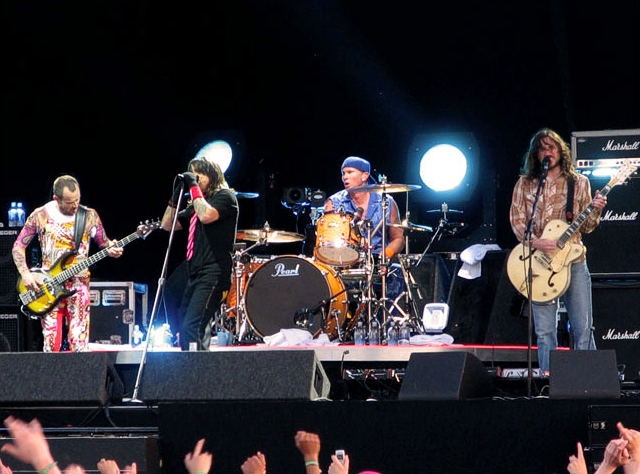
I Red Hot Chili Peppers "vincono" con il doppio album Stadium Arcadium

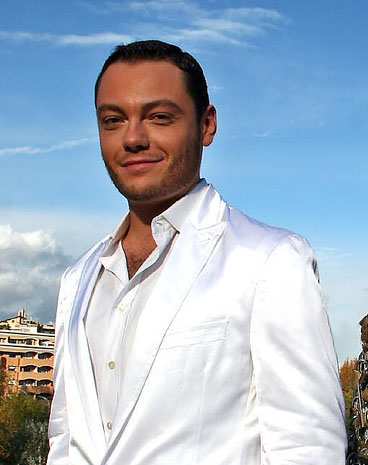
Nessuno è solo, il terzo album di Tiziano Ferro, è certificato disco di diamante nel Bel Paese

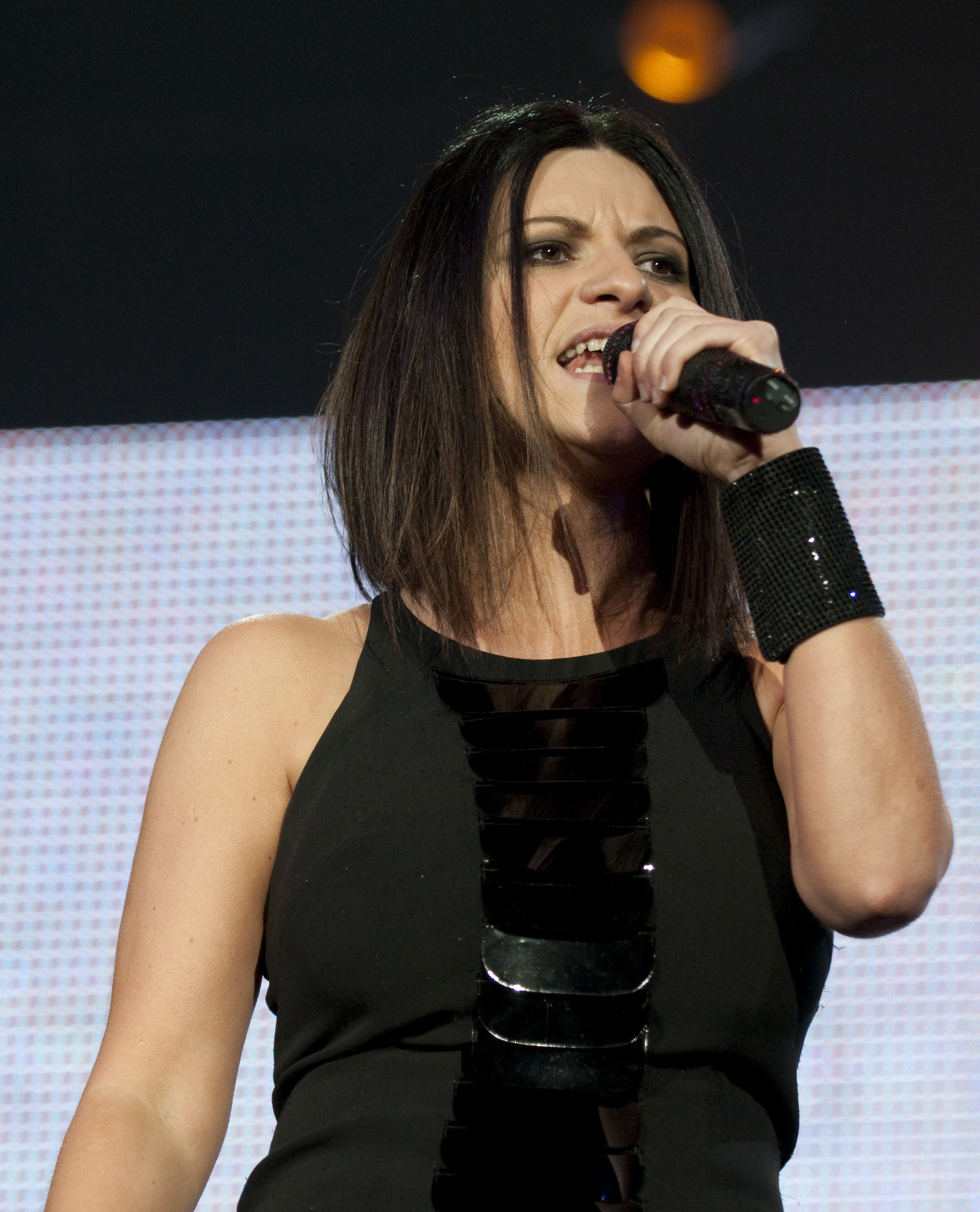
Il disco di cover di Laura Pausini, Io canto, è un fenomeno della discografia italiana

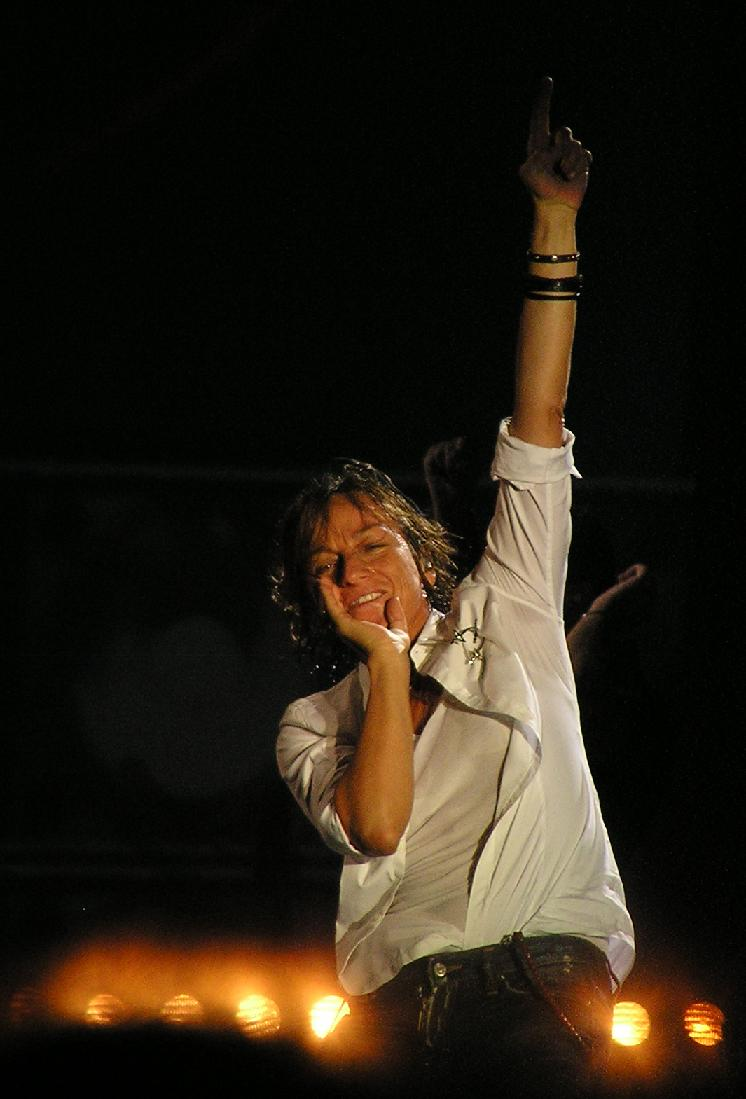
Dopo sedici anni, Gianna Nannini ritorna alla vetta della classifica album italiana con Grazie

| Settimana    | Settimana    | Album                                                                 | Artista               | Settimane consecutive | Settimane totali | Fonte  |
| Inizio       | Fine         | Album                                                                 | Artista               | Settimane consecutive | Settimane totali | Fonte  |
| ------------ | ------------ | --------------------------------------------------------------------- | --------------------- | --------------------- | ---------------- | ------ |
| 30 dicembre  | 5 gennaio    | Buoni o cattivi Live Anthology 04.05                                  | Vasco Rossi           | 2                     | 2                | [ 1 ]  |
| 6 gennaio    | 12 gennaio   | Buoni o cattivi Live Anthology 04.05                                  | Vasco Rossi           | 2                     | 2                | [ 2 ]  |
| 13 gennaio   | 19 gennaio   | In direzione ostinata e contraria                                     | Fabrizio De André     | 1                     | 2                | [ 3 ]  |
| 20 gennaio   | 26 gennaio   | Ovunque proteggi                                                      | Vinicio Capossela     | 1                     | 1                | [ 4 ]  |
| 27 gennaio   | 2 febbraio   | Grazie                                                                | Gianna Nannini        | 1                     | 11               | [ 5 ]  |
| 3 febbraio   | 9 febbraio   | L'arcangelo                                                           | Ivano Fossati         | 1                     | 1                | [ 6 ]  |
| 10 febbraio  | 16 febbraio  | Grazie                                                                | Gianna Nannini        | 1                     | 11               | [ 7 ]  |
| 17 febbraio  | 23 febbraio  | Calypsos                                                              | Francesco De Gregori  | 1                     | 1                | [ 8 ]  |
| 24 febbraio  | 2 marzo      | Grazie                                                                | Gianna Nannini        | 1                     | 11               | [ 9 ]  |
| 3 marzo      | 9 marzo      | On an Island                                                          | David Gilmour         | 2                     | 2                | [ 10 ] |
| 10 marzo     | 16 marzo     | On an Island                                                          | David Gilmour         | 2                     | 2                | [ 11 ] |
| 17 marzo     | 23 marzo     | Both Sides of the Gun                                                 | Ben Harper            | 1                     | 1                | [ 12 ] |
| 24 marzo     | 30 marzo     | Grazie                                                                | Gianna Nannini        | 4                     | 11               | [ 13 ] |
| 31 marzo     | 6 aprile     | Grazie                                                                | Gianna Nannini        | 4                     | 11               | [ 14 ] |
| 7 aprile     | 13 aprile    | Grazie                                                                | Gianna Nannini        | 4                     | 11               | [ 15 ] |
| 14 aprile    | 20 aprile    | Grazie                                                                | Gianna Nannini        | 4                     | 11               | [ 16 ] |
| 21 aprile    | 27 aprile    | We Shall Overcome: The Seeger Sessions                                | Bruce Springsteen     | 1                     | 1                | [ 17 ] |
| 28 aprile    | 4 maggio     | Pearl Jam                                                             | Pearl Jam             | 1                     | 1                | [ 18 ] |
| 5 maggio     | 11 maggio    | Stadium Arcadium                                                      | Red Hot Chili Peppers | 1                     | 3                | [ 19 ] |
| 12 maggio    | 18 maggio    | Eva contro Eva                                                        | Carmen Consoli        | 1                     | 1                | [ 20 ] |
| 19 maggio    | 25 maggio    | Stadium Arcadium                                                      | Red Hot Chili Peppers | 1                     | 3                | [ 21 ] |
| 26 maggio    | 1º giugno    | Tradimento                                                            | Fabri Fibra           | 1                     | 1                | [ 22 ] |
| 2 giugno     | 8 giugno     | Stadium Arcadium                                                      | Red Hot Chili Peppers | 1                     | 3                | [ 23 ] |
| 9 giugno     | 15 giugno    | Calma apparente                                                       | Eros Ramazzotti       | 1                     | 3                | [ 24 ] |
| 16 giugno    | 22 giugno    | I'm Going to Tell You a Secret                                        | Madonna               | 1                     | 1                | [ 25 ] |
| 23 giugno    | 29 giugno    | Nessuno è solo                                                        | Tiziano Ferro         | 4                     | 4                | [ 26 ] |
| 30 giugno    | 6 luglio     | Nessuno è solo                                                        | Tiziano Ferro         | 4                     | 4                | [ 27 ] |
| 7 luglio     | 13 luglio    | Nessuno è solo                                                        | Tiziano Ferro         | 4                     | 4                | [ 28 ] |
| 14 luglio    | 20 luglio    | Nessuno è solo                                                        | Tiziano Ferro         | 4                     | 4                | [ 29 ] |
| 21 luglio    | 27 luglio    | Nome e cognome                                                        | Ligabue               | 1                     | 4                | [ 30 ] |
| 28 luglio    | 3 agosto     | Grazie                                                                | Gianna Nannini        | 4                     | 11               | [ 31 ] |
| 4 agosto     | 10 agosto    | Grazie                                                                | Gianna Nannini        | 4                     | 11               | [ 32 ] |
| 11 agosto    | 17 agosto    | Grazie                                                                | Gianna Nannini        | 4                     | 11               | [ 33 ] |
| 18 agosto    | 24 agosto    | Grazie                                                                | Gianna Nannini        | 4                     | 11               | [ 34 ] |
| 25 agosto    | 31 agosto    | A Matter of Life and Death                                            | Iron Maiden           | 1                     | 1                | [ 35 ] |
| 1º settembre | 7 settembre  | Lover of Life, Singer of Songs: The Very Best of Freddie Mercury Solo | Freddie Mercury       | 3                     | 3                | [ 36 ] |
| 8 settembre  | 14 settembre | Lover of Life, Singer of Songs: The Very Best of Freddie Mercury Solo | Freddie Mercury       | 3                     | 3                | [ 37 ] |
| 15 settembre | 21 settembre | Lover of Life, Singer of Songs: The Very Best of Freddie Mercury Solo | Freddie Mercury       | 3                     | 3                | [ 38 ] |
| 22 settembre | 28 settembre | Fly                                                                   | Zucchero Fornaciari   | 4                     | 4                | [ 39 ] |
| 29 settembre | 5 ottobre    | Fly                                                                   | Zucchero Fornaciari   | 4                     | 4                | [ 40 ] |
| 6 ottobre    | 12 ottobre   | Fly                                                                   | Zucchero Fornaciari   | 4                     | 4                | [ 41 ] |
| 13 ottobre   | 19 ottobre   | Fly                                                                   | Zucchero Fornaciari   | 4                     | 4                | [ 42 ] |
| 20 ottobre   | 26 ottobre   | Rudebox                                                               | Robbie Williams       | 1                     | 1                | [ 43 ] |
| 27 ottobre   | 2 novembre   | Made in Italy                                                         | Gigi D'Alessio        | 1                     | 1                | [ 44 ] |
| 3 novembre   | 9 novembre   | Quelli degli altri tutti qui                                          | Claudio Baglioni      | 1                     | 1                | [ 45 ] |
| 10 novembre  | 16 novembre  | Io canto                                                              | Laura Pausini         | 6                     | 8                | [ 46 ] |
| 17 novembre  | 23 novembre  | Io canto                                                              | Laura Pausini         | 6                     | 8                | [ 47 ] |
| 24 novembre  | 30 novembre  | Io canto                                                              | Laura Pausini         | 6                     | 8                | [ 48 ] |
| 1º dicembre  | 7 dicembre   | Io canto                                                              | Laura Pausini         | 6                     | 8                | [ 49 ] |
| 8 dicembre   | 14 dicembre  | Io canto                                                              | Laura Pausini         | 6                     | 8                | [ 50 ] |
| 15 dicembre  | 21 dicembre  | Io canto                                                              | Laura Pausini         | 6                     | 8                | [ 51 ] |
| 22 dicembre  | 28 dicembre  | Soundtrack '96-'06                                                    | Elisa                 | 1                     | 7                | [ 52 ] |

L'album che nel 2006 ha passato più tempo in vetta alla classifica di vendita è Grazie di Gianna Nannini (11 settimane non consecutive).